# Frank Peterson
Frank Peterson (* 20. Dezember 1963 in Hamburg) ist ein deutscher Musikproduzent.

## Zusammenarbeit mit Michael Cretu

### Sandra
Michael Cretu war so begeistert, dass er Peterson zu sich nach München einlud, um mit ihm im Data-Alpha-Studio zusammenzuarbeiten. Er nahm an und wurde Keyboarder in der Band von Sandra, der Ex-Sängerin von Arabesque, die gerade erst mit ihrer Solo-Karriere begann. Zu der Zeit wurde er häufig als Frank Peter bezeichnet.
Er bekam seine erste Anerkennung als Sandra mit Maria Magdalena auf Platz eins der Charts landete. 1988 heirateten Cretu und Sandra und sie und ihre Band einschließlich Peterson zogen nach Ibiza um.

### Enigma
Auf Ibiza begannen Cretu und Peterson an einem neuen Projekt zu arbeiten, Enigma. Das erste Resultat war die Single Sadeness Part I, welche mediale Mystiken und modernen Rhythmus, Religion und Sexualität miteinander vereinte. Die Single wurde ein Erfolg, so dass Cretu und Peterson ihre Arbeit am Debüt des Enigma-Albums fortsetzten. Um es noch mysteriöser zu machen, und weil sie sich wünschten, inkognito zu bleiben, legten sie sich Spitznamen zu. Peterson wurde F. Gregorian und Cretu Curly M.C. Der Titel des Albums wurde das Jahr seiner Schöpfung, 1990 in römischen Zahlen geschrieben, MCMXC a.D. Ein Track auf dem Album, The Voice & The Snake, wurde von Peterson alleine geschrieben. Er wurde durch die Apokalypse, einen Teil der Bibel, dazu inspiriert. Es war eines der dunkelsten und erschreckendsten Lieder des Albums. Das Album bekam Gold und Platin in vielen Ländern. Einige Zeit danach gab es viele Enigma-Nachahmer.

## Gregorian
1991 verließ Peterson Ibiza und ging zurück nach Hamburg. Er beschloss, Musikproduzent zu werden. Der Hauptgrund, Ibiza zu verlassen, war die fehlende Möglichkeit, an anderen Projekten zu arbeiten. Peterson lernte bei einem seiner Aufenthalte in Spanien den Keyboarder Tomas Schwarz kennen und arbeitete später mit ihm zusammen. Mit dem Keyboarder Matthias Meissner, sowie Petersons Ehefrau Susana Espelleta und ihrem Assistenten Michael Wehr, bildeten sie "Gregorian". Der Name des Projekts wurde Petersons Spitzname, "Gregorian", welcher es mit gregorianischem Gesang verband, der im 7. bis 9. Jahrhundert entstand. Gregorianik bezeichnet liturgische Lieder abendländischer christlicher Kirchen aus Syrien und Palästina, die sich bald über ganz Westeuropa ausbreiteten. Die Wörter „Gregorian“ oder "Gregorianik" beziehen sich auf Papst Gregor I, der den gregorianischen Gesang in die Sammlung kirchlicher Musik aufnahm.
Sadisfaction
Ihr erstes gemeinschaftliches Album Sadisfaction wurde von Enigmas Debüt-Album beeinflusst. Zum Beispiel wurde auch gesampleter gregorianischer Gesang benutzt.
Die gesungenen Parts wurden von Sisters of Oz ausgeführt und hatten mehr poporientierten Sound als Enigma. Als erste Single wurde Once In A Lifetime herausgebracht. Die zweite Single – So Sad – hatte eine direkte Verbindung zum bekannten Sadeness. Die Titel waren ähnlich, jedoch in weniger düsteren Tönen. Der Titel des Albums Sadisfaction (nicht Satisfaction) ist ein beabsichtigter Schreibfehler. Diese Methode wurde von Peterson auch bei Sadeness (nicht Sadness) von Enigma angewandt. Dieses Wortspiel soll an den Marquis de Sade erinnern, der im späten 18. Jahrhundert für seine skandalösen erotischen Romane berühmt war.

## Weitere Projekte
In den nächsten acht Jahren produzierte Peterson Sarah Brightman und Ofra Haza. Während dieser Zeit wurde unter dem Namen „Gregorian“ nichts herausgebracht. Peterson war der Meinung, dass der Markt von enigmatischer Musik übersättigt war. 1999 jedoch entschloss er sich zu einem neuen Projekt, mit dem vertrauten Namen Gregorian.